# Brad Hand
Bradley Richard Hand (Minneapolis, 20 marzo 1990) è un giocatore di baseball statunitense, lanciatore di rilievo per i Philadelphia Phillies della Major League Baseball (MLB).

## Carriera

### Florida / Miami Marlins
Hand fu scelto nel secondo turno, come 52ª scelta assoluta durante il draft 2008, dai Florida Marlins. 
Debuttò nella MLB il 7 giugno 2011, al Sun Life Stadium di Miami Gardens, contro gli Atlanta Braves. In quella partita divenne il secondo partente dal 1946 a lanciare almeno 6 inning, concedendo al massimo una valida e a perdere la partita. La sua prima vittoria giunse l'8 luglio 2011 contro gli Houston Astros.
Nelle stagioni successive militò principalmente nelle minor league. Nel 2014 riuscì ad entrare nei 25 uomini del roster dei Marlins per la stagione regolare come lanciatore di rilievo e come occasionale partente.

### San Diego Padres
Divenuto free agent, l'8 aprile 2016 Hand firmò con i San Diego Padres. La stagione successiva fu convocato per il primo All-Star Game della carriera.

### Cleveland Indians
Il 19 luglio 2018, i Padres scambiarono Hand, assieme a Adam Cimber, con i Cleveland Indians, in cambio del ricevitore ed esterno Francisco Mejía. Divenne free agent a stagione 2020 conclusa.

### Nationals, Blue Jays e Mets
Il 26 gennaio 2021, Hand firmò un contratto annuale del valore di 10.5 milioni di dollari con i Washington Nationals.
Il 29 luglio 2021, i Nationals scambiarono Hand con i Toronto Blue Jays per l'esordiente Riley Adams. Il 31 agosto, venne designato per la riassegnazione.
Il 2 settembre 2021, i New York Mets prelevarono Hand dalla lista dei trasferimenti dei Blue Jays. Divenne free agent a fine stagione.

### Philadelphia Phillies
Il 15 marzo 2022, Hand firmò un contratto annuale con i Philadelphia Phillies.

## Palmarès
- MLB All-Star: 3

2017, 2018, 2019
- Capoclassifica in salvezze: 1

AL: 2020